# Amiran Mudżiri
Amiran Mudżiri (ur. 20 lutego 1974 w Batumi) – gruziński piłkarz występujący na pozycji pomocnika.
W swojej kariery zdobył mistrzostwo: Gruzji z Dinamo Tbilisi (1999), Bułgarii z CSKA Sofia (2005) oraz Azerbejdżanu z Bakı FK (2009).
W reprezentacji Gruzji rozegrał dwa spotkania. Zadebiutował w niej 30 marca 1997 w wygranym 7:0 towarzyskim meczu z Armenią, a po raz drugi zagrał 18 listopada 1998 w wygranym 3:1 towarzyskim pojedynku z Estonią.

## Statystyki ligowe
| Rozgrywki                 | Poziom | Kraj        | Mecze | Gole |
| ------------------------- | ------ | ----------- | ----- | ---- |
| Umaglesi Liga             | I      | Gruzja      | 249   | 52   |
| Pirveli Liga              | II     | Gruzja      | 33    | 7    |
| A PFG                     | I      | Bułgaria    | 96    | 21   |
| Premyer Liqası            | I      | Azerbejdżan | 70    | 19   |
| Ligat ha’Al               | I      | Izrael      | 33    | 3    |
| Protathlima A’ Kategorias | I      | Cypr        | 10    | 2    |
| Alpha Ethniki             | I      | Grecja      | 7     | 0    |